# Tiletammina
La tiletamina (o, meno correttamente, tiletammina) è un farmaco/Droga appartenente alla classe degli anestetici dissociativi. Deriva dalla più potente Fenciclidina ed è 14 volte più potente della Ketamina.

## Commercializzazione
In molti paesi come in Italia è commercializzata sotto nome di Zoletil in combinazione allo Zolazepam, una benzodiazepina molto potente e a breve durata d'azione.
Le formulazioni sono da 50 e 100 mg in flaconcini di vetro contenente una polvere bianca da solubilizzare con acqua depurata per permetterne la somministrazione per via parenterale.

## Farmacologia
La tiletammina si lega al recettore NMDA antagonista in modo da poter ottenere un'anestesia totale e dissociativa.

## Indicazioni terapeutiche
Come nelle anestesie umane si ricorre a una potente benzodiazepina come il Midazolam, nelle operazioni veterinarie, nel caso della Ketamina può bastare il Diazepam in modo da creare amnesia dall'intervento e soprattutto per prevenire gli effetti collaterali come ansia, panico, depersonalizzazione, psicosi e allucinazioni. Nel caso della tiletamina si associa lo Zolazepam, con il vantaggio rispetto alla ketamina o alla fenciclidina che la sostanza è già inclusa nel farmaco, senza ricorrere a 2 punture.
Viene utilizzata per interventi chirurgici a cani e gatti ma soprattutto ad animali di grossa mole come cavalli o cinghiali, o anche per immobilizzare bisonti ed orsi polari.

## Effetti indotti
L'effetto come ogni farmaco deriva dalla quantità assunta della droga. Alcune persone la preferiscono alla Ketamina per accentuare le allucinazioni grazie allo Zolazepam, ma pur avendo questo pregio, gli effetti durano molto di più della Ketamina. Una volta inalata o assunta per via endovenosa o intramuscolare, di solito l'effetto si accusa già dopo 2 minuti con la sensazione di avere bevuto tanto. Dopo 15 minuti raggiunge il picco con allucinazioni visive, uditive, olfattive, tattili, depersonalizzazione, presunzione post morte, sensazioni simili all'effetto dell'LSD ma che portano a più psicosi. L'effetto scompare entro 1 ora e dopo 2 ore dall'assunzione si ha il controllo completo del corpo e della psiche, rimane però la sedazione e ciò può comportare situazioni di pericolo specie nel guidare, nuotare, compiere azioni che richiedono una attenta vigilanza.

## Avvertenze
La tiletamina non è rara da trovare fuori dal mercato ufficiale, così come la ketamina. A volte in alcuni sequestri di ketamina sono state trovate tracce di tiletamina e una gran percentuale di sostanze da taglio. Questo per far sì che chi la vende abbia un guadagno maggiore grazie alla sua potenza.